# Qualificazioni all'UEFA Futsal Championship 2022 - Fase di qualificazione a gironi

## Sorteggio
Il sorteggio per la fase di qualificazione a gironi (originariamente in programma il 14 maggio 2020) si è tenuto il 2 settembre 2020 alle 13:15 CEST (UTC+2) nel quartier generale dell'UEFA a Nyon, in Svizzera. Le fasce di sorteggio sono stilate sul ranking delle nazionali basato sul nuovo sistema Elo. L'identità delle nazionali provenienti dal turno di spareggio non era nota al momento del sorteggio. La fase di qualificazione a gironi si terrà tra il 6 dicembre 2020 e il 14 aprile 2021.
| Team        |
| ----------- |
| Spagna      |
| Russia      |
| Portogallo  |
| Kazakistan  |
| Azerbaigian |
| Ucraina     |
| Serbia      |
| Italia      |
| Slovenia    |
| Croazia     |
| Rep. Ceca   |
| Bielorussia |
| Romania     |
| Francia     |
| Slovacchia  |
| Finlandia   |

| Gruppo | Vincitrici           |
| ------ | -------------------- |
| A      | Bosnia ed Erzegovina |
| B      | Belgio               |
| C      | Polonia              |
| D      | Albania              |
| E      | Ungheria             |
| F      | Georgia              |
| G      | Lettonia             |
| H      | Moldavia             |
| I      | Norvegia             |

| Vincitrici degli spareggi |
| ------------------------- |
| Grecia                    |
| Danimarca                 |
| Israele                   |
| Svizzera                  |
| Macedonia del Nord        |
| Armenia                   |
| Montenegro                |

| Squadra     | Coeff.   | Rank |
| ----------- | -------- | ---- |
| Spagna      | 2204.047 | 1    |
| Portogallo  | 2116.631 | 2    |
| Russia      | 2098.095 | 3    |
| Kazakistan  | 2073.313 | 4    |
| Serbia      | 2012.285 | 5    |
| Azerbaigian | 1990.738 | 6    |
| Croazia     | 1958.361 | 7    |
| Italia      | 1928.482 | 8    |

| Squadra      | Coeff.   | Rank |
| ------------ | -------- | ---- |
| Ucraina      | 1896.725 | 9    |
| Rep. Ceca    | 1872.788 | 10   |
| Slovenia     | 1823.765 | 11   |
| Romania      | 1790.859 | 12   |
| Ungheria (E) | 1771.058 | 13   |
| Francia      | 1717.830 | 14   |
| Finlandia    | 1715.791 | 15   |
| Slovacchia   | 1699.141 | 16   |

| Squadra                  | Coeff.   | Rank |
| ------------------------ | -------- | ---- |
| Bielorussia              | 1682.792 | 17   |
| Bosnia ed Erzegovina (A) | 1669.033 | 18   |
| Polonia (C)              | 1643.059 | 19   |
| Belgio (B)               | 1635.426 | 21   |
| Georgia (F)              | 1627.160 | 22   |
| Lettonia (G)             | 1470.151 | 23   |
| Moldavia (H)             | 1454.560 | 24   |
| Albania (D)              | 1336.154 | 26   |

| Squadra                 | Coeff.   | Rank |
| ----------------------- | -------- | ---- |
| Macedonia del Nord (SQ) | 1423.493 | 25   |
| Norvegia (I)            | 1319.691 | 27   |
| Montenegro (SQ)         | 1260.291 | 31   |
| Danimarca (SQ)          | 1225.816 | 33   |
| Grecia (SQ)             | 1164.918 | 36   |
| Svizzera (SQ)           | 1168.489 | 35   |
| Armenia (SQ)            | 1158.737 | 37   |
| Israele (SQ)            | 1027.399 | 41   |

## Gironi
Gli orari sono CET (UTC+1) per le partite giocate prima del 28 marzo 2021 e CEST (UTC+2) per le rimanenti, come indicati dall'UEFA. Gli orari locali, se differenti, sono indicati tra parentesi.

### Girone 1
| Squadra   | P.ti | G | V | N | P | GF | GS | DR  |
| --------- | ---- | - | - | - | - | -- | -- | --- |
| Croazia   | 18   | 6 | 6 | 0 | 0 | 28 | 6  | +22 |
| Ucraina   | 12   | 6 | 4 | 0 | 2 | 33 | 17 | +16 |
| Danimarca | 3    | 6 | 1 | 0 | 5 | 10 | 29 | -19 |
| Albania   | 3    | 6 | 1 | 0 | 5 | 8  | 27 | -19 |

| Arbitri: | Ingo Heemsoth Michael Lima De Sousa Josip Dujmic |
| Crono:   | Dino Kramar                                      |

|                                                              |           |                 |
| Marinović 18'22'’, 30'34'’ Perišić 19'48'’ Matošević 34'13'’ | Marcatori | 2'02'’ Selmanaj |

| Arbitri: | Slawomir Steczko Dominik Cipinski David Grøndal Nissen |
| Crono:   | Kasper Darfelt                                         |

|                     |           |                                                                     |
| K. Jørgensen 9'42'’ | Marcatori | 6'35'’ J. Suton 23'12'’ Perišić 31'52'’ Marinović 34'02'’ Matošević |

| Arbitri: | Ozan Soykan Murat Colak Arlind Subashi |
| Crono:   | Kreshnik Hakrama                       |

|                                                  |           | |
| Mejzini 8'53'’ A. Brahimi 12'07'’ Karaja 33'52'’ | Marcatori | 0'30'’, 13'43'’, 26'54'’ Zvaryč 5'15'’ Šoturma 13'03'’ Bilotserkivets 18'57'’, 25'35'’ Fareniuk 22'31'’ Hrycyna 35'05'’ Yeromin 39'30'’ Malyshko |

| Arbitri: | Talgat Kosmukhambetov Aslan Galayev Arlind Subashi |
| Crono:   | Kreshnik Hakrama                                   |

|                          |           |                                                 |
| Rasmussen 19'33'’ (aut.) | Marcatori | 13'27'’ K. Jørgensen 27'30'’ Veis 38'52'’ Falck |

| Arbitri: | Stefan Vrijens Juan Boelen Nikola Jelić |
| Crono:   | Mislav Džeko                            |

|                                                |           |                                 |
| J. Suton 1'09'’ Jelovčić 34'49'’ Perić 37'47'’ | Marcatori | 8'39'’ Pediash 18'31'’ Malyshko |

| Arbitri: | Haris Curovac Ademir Avdic Arlind Subashi |
| Crono:   | Kreshnik Hakrama                          |

|                              |           |                                         |
| Falck 33'04'’ Hansen 39'06'’ | Marcatori | 9'49'’, 28'54'’ Selmanaj 11'39'’ Halimi |

| Arbitri: | Kirill Naishouler Paavo Komppa Yaroslav Vovchok |
| Crono:   | Anton Noiev                                     |

|                                       |           | |
| Šoturma 10'39'’ (rig.) Zvaryč 11'12'’ | Marcatori | 8'08'’ Matošević 14'44'’, 22'52'’, 34'40'’ Marinović 30'07'’ Jelovčić 31'47'’ Kanjuh 38'45'’ (aut.) Sukhov |

| Arbitri: | Lukáš Peško Rastislav Behancin Denys Kutsyi |
| Crono:   | Anton Noiev                                 |

|                                   |           |                                                                                       |
| Falck 4'54'’ Žurba 39'12'’ (aut.) | Marcatori | 4'11'’ Pediash 17'24'’ (aut.) Veis 20'48'’, 25'34'’ Abakšyn 37'52'’, 38'31'’ Fareniuk |

| Arbitri: | Yiangos Yiangou Georgios Kozakos Arlind Subashi |
| Crono:   | Kreshnik Hakrama                                |

|  |           |                                                |
|  | Marcatori | 9'37'’ Marinović 27'47'’ Perić 28'47'’ Sekulić |

| Arbitri: | Tomasz Frak Dominik Cipinski Denys Kutsyi |
| Crono:   | Anton Noiev                               |

| |           |                                  |
| Korsun 4'03'’ Mykytiuk 9'46'’ Malyshko 10'34'’ Abakšyn 11'56'’ Lebid 18'19'’, 25'58'’ Razuvanov 21'54'’, 37'41'’ | Marcatori | 4'48'’ Goddard 10'19'’ Rasmussen |

| Arbitri: | Cristiano José Cardoso Santos Filipe Gonçalo Santos Duarte Nikola Jelić |
| Crono:   | Mislav Džeko                                                            |

|                                                                                                |           |  |
| Jurić 9'00'’, 14'06'’, 22'01'’ (rig.), 34'45'’ Kustura 19'29'’ Jurlina 25'20'’ Sekulić 37'22'’ | Marcatori |  |

| Zaporižžja 11 aprile 2021, ore 18:00 (19:00 EEST) | Ucraina | 5 – 0 (tav.) referto | Albania | Palazzo dello Sport Yunist |

### Girone 2
| Squadra | P.ti | G | V | N | P | GF | GS | DR  |
| ------- | ---- | - | - | - | - | -- | -- | --- |
| Russia  | 18   | 6 | 6 | 0 | 0 | 26 | 5  | +21 |
| Georgia | 10   | 6 | 3 | 1 | 2 | 15 | 15 | 0   |
| Francia | 5    | 6 | 1 | 2 | 3 | 18 | 20 | -2  |
| Armenia | 1    | 6 | 0 | 1 | 5 | 9  | 28 | -19 |

| Arbitri: | Admir Zahovič Aleš Mocnik Peric Cédric Pelissier |
| Crono:   | Jordan Feltesse                                  |

|                                                                        |           |                                                              |
| Ramírez 1'26'’ (rig.) Alla 16'05'’ (t.l.) A. Mohammed 19'10'’, 19'50'’ | Marcatori | 1'59'’ Bynho 7'23'’ Roninho 9'07'’ Elisandro 32'18'’ Saiotti |

| Arbitri: | Borislav Kolev Kaloyan Kirilov Vladimir Kadykov |
| Crono:   | Alexey Ivanov                                   |

|                                                                                            |           |  |
| Davydov 10'02'’, 22'32'’ Shisterov 10'38'’ Čiškala 17'06'’ Robinho 22'53'’ Kudziev 35'35'’ | Marcatori |  |

| Arbitri: | Josip Barton Done Ristovski Zviad Bliadze |
| Crono:   | Grigol Bliadze                            |

|  |           |                                                       |
|  | Marcatori | 4'38'’ Rômulo 9'50'’, 32'17'’ Nijazov 27'03'’ Davydov |

| Arbitri: | David Glavonjic Ademir Avdic Arman Alaberkyan |
| Crono:   | Mihran Kudoyan                                |

|                                                              |           |                                                       |
| Melkonyan 6'46'’, 14'26'’ Mashumyan 13'30'’ Aslanian 30'34'’ | Marcatori | 15'42'’ Lutin 21'24'’, 34'06'’ N'Gala 30'13'’ Ramírez |

| Arbitri: | Trayan Enchev Ivo Tsenov Zviad Bliadze |
| Crono:   | Grigol Bliadze                         |

|                                                                  |           |  |
| Elisandro 1'41'’, 3'31'’, 23'15'’ Sebiskveradze 26'12'’, 38'18'’ | Marcatori |  |

| Arbitri: | David Urdánoz Apezteguía Javier Moreno Reina Cédric Pelissier |
| Crono:   | Victor Berg-Audic                                             |

|                                   |           |                                          |
| Mouhoudine 36'32'’ N'Gala 39'01'’ | Marcatori | 21'43'’ Čiškala 32'29'’, 37'12'’ Robinho |

| Arbitri: | Vlad Nicolae Ciobanu Bogdan Valentin Hanceariuc Irina Velikanova |
| Crono:   | Alexey Ivanov                                                    |

|                                                                              |           |                 |
| Abramov 12'12'’ Kotlyarov 28'29'’, 37'19'’ Afanas'ev 31'47'’ Davydov 38'49'’ | Marcatori | 12'54'’ Andrade |

| Arbitri: | Grigori Ošomkov Jagnar Jakobson Mihran Kudoyan |
| Crono:   | Gevorg Yeghoyan                                |

|                                    |           |                                                  |
| Mashumyan 11'33'’ Nevedrov 20'26'’ | Marcatori | 5'56'’ Kurtanidze 8'09'’ Bynho 22'03'’ Elisandro |

| Arbitri: | Alem Bajrovic Farik Keco Arman Alaberkyan |
| Crono:   | Mihran Kudoyan                            |

|                                   |           |                                                                                  |
| Aslanian 27'34'’ Nevedrov 39'54'’ | Marcatori | 7'55'’, 19'59'’ Afanas'ev 9'33'’ (aut.) Aslanian 35'42'’ Kudziev 37'36'’ Sokolov |

| Arbitri: | Iurii Neverov Grigori Zelentsov Zviad Bliadze |
| Crono:   | Grigol Bliadze                                |

|                                       |           |                              |
| Thales 5'14'’, 19'54'’ Roninho 5'30'’ | Marcatori | 2'33'’ N'Gala 12'25'’ Belhaj |

| Arbitri: | Maksim Dzeikala Anatoli Ustyuzhanin Iurii Neverov |
| Crono:   | Alexey Ivanov                                     |

|                                          |           |  |
| Robinho 1'05'’ Afanas'ev 2'41'’, 23'29'’ | Marcatori |  |

| Arbitri: | Clinton Mario Cassar Stephen Vella Victor Berg-Audic |
| Crono:   | Cédric Pelissier                                     |

|                                                                       |           |                        |
| Mouhoudine 0'47'’, 9'00'’ A. Mohammed 24'02'’, 38'08'’ Belhaj 35'16'’ | Marcatori | 5'35'’ (rig.) Nevedrov |

### Girone 3
| Squadra     | P.ti | G | V | N | P | GF | GS | DR  |
| ----------- | ---- | - | - | - | - | -- | -- | --- |
| Azerbaigian | 16   | 6 | 5 | 1 | 0 | 22 | 6  | +16 |
| Slovacchia  | 11   | 6 | 3 | 2 | 1 | 21 | 9  | +12 |
| Moldavia    | 5    | 6 | 1 | 2 | 3 | 14 | 22 | -8  |
| Grecia      | 1    | 6 | 0 | 1 | 5 | 4  | 24 | -20 |

| Arbitri: | Dario Pezzuto Daniele D'Adamo Olga Tanschi |
| Crono:   | Valerii Minciuna                           |

|                                                  |           |                |
| Cojocaru 10'51'’ Burdujel 17'28'’ Negara 21'36'’ | Marcatori | 10'59'’ Ntatis |

| Arbitri: | Irina Velikanova Iurii Neverov Hikmat Qafarli |
| Crono:   | Knyaz Amiraslanov                             |

|                                                               |           |                   |
| Bolinha 4'22'’ Cardoso 37'59'’ Bağırov 39'36'’ Atayev 39'57'’ | Marcatori | 14'56'’ Drahovský |

| Arbitri: | Ibrahim El Jilali Lars Van Leeuwen Vasilios Christodoulis |
| Crono:   | Nikolaos-Andreas Pachakis                                 |

|  |           |                                                 |
|  | Marcatori | 1'04'’ Vassoura 1'38'’ Eduardo 25'58'’ Çovdarov |

| Arbitri: | Juan Boelen Daniel Stauber Martin Matula |
| Crono:   | Peter Budac                              |

|                                                          |           |                                                                 |
| Směřička 4'55'’ Ševčík 5'08'’, 35'14'’ Drahovský 38'16'’ | Marcatori | 6'16’ Burdujel 12'59'’ Laşcu 25'36'’ Nicolaiciuc 34'52'’ Negara |

| Arbitri: | Giulio Colombin Daniele D'Adamo Ali Jabrayilov |
| Crono:   | Knyaz Amiraslanov                              |

|                                                                        |           |               |
| Fineo 6'37'’ Fərzəliyev 13'44'’ Ahmadi 14'51'’ Bolinha 26'49'’, 39'59’ | Marcatori | 25'15'’ Tacot |

| Arbitri: | Šarūnas Tamulynas Mantas Pomeckis Peter Budac |
| Crono:   | Lukáš Peško                                   |

|                                                                              |           |  |
| Rick 13'32'’, 26'43'’, 29'50'’ Doša 16'43'’ Zaťovič 21'27'’ Směřička 33'57'’ | Marcatori |  |

| Arbitri: | Moshe Bohbot Idan Berenshtein Antonios Adamopoulos |
| Crono:   | Nikolaos-Andreas Pachakis                          |

|  |           |                                                                            |
|  | Marcatori | 2'18'’ Drahovský 16'43'’ Rafaj 28'20'’ Rick 28'41'’ Zaťovič 28'58'’ Serbin |

| Arbitri: | Damian Grabowski Yasin Alageyik Viktor Bugenko |
| Crono:   | Valerii Minciuna                               |

|                                                  |           |                                                                                  |
| Laşcu 30'58'’ Nicolaiciuc 35'08'’ Negara 36'57'’ | Marcatori | 6'57'’ Ahmadi 22'05'’, 36'42'’ Vassoura 27'47'’ Çovdarov 34'47'’ (aut.) Cojocaru |

| Arbitri: | Kirill Naishouler Arttu Kyynaeraeinen Martin Matula |
| Crono:   | Miroslav Jezik                                      |

|              |           |                 |
| Doša 14'08'’ | Marcatori | 39'29'’ Cardoso |

| Arbitri: | Hikmat Qafarli Knyaz Amiraslanov Vasilios Christodoulis |
| Crono:   | Nikolaos-Andreas Pachakis                               |

|                                                      |           |                                                    |
| Gousis 21'45'’ Stavrakopoulos 24'18'’ Ntatis 25'19'’ | Marcatori | 14'16'’, 18'45'’ (t.l.) Cojocaru 22'32'’ Podlesnov |

| Arbitri: | Chiara Perona Giulio Colombin Viktor Bugenko |
| Crono:   | Valerii Minciuna                             |

|  |           |                                                            |
|  | Marcatori | 5'25'’ Rafaj 24'25'’ Směřička 26'04'’, 38'27'’ (rig.) Rick |

| Arbitri: | Yaroslav Vovchok Yevhen Hordiienko Knyaz Amiraslanov |
| Crono:   | Hikmat Qafarli                                       |

|                                                                    |           |  |
| Fineo 2'14'’ Gousis 13'10'’ (aut.) Atayev 15'23'’ Çovdarov 24'03'’ | Marcatori |  |

### Girone 4
| Squadra              | P.ti | G | V | N | P | GF | GS | DR  |
| -------------------- | ---- | - | - | - | - | -- | -- | --- |
| Bosnia ed Erzegovina | 15   | 6 | 5 | 0 | 1 | 18 | 10 | +8  |
| Serbia               | 9    | 6 | 2 | 3 | 1 | 18 | 13 | +5  |
| Romania              | 6    | 6 | 1 | 3 | 2 | 19 | 17 | +2  |
| Macedonia del Nord   | 2    | 6 | 0 | 2 | 4 | 8  | 23 | -15 |

| Arbitri: | Carl Hughes Valentin Ciuplea Farik Keco |
| Crono:   | Pljevljak Jasenko                       |

|                          |           |                  |
| Bošković 7'11'’, 16'24'’ | Marcatori | 22'15'’ Petrović |

| Arbitri: | Viktor Bugenko Ingus Puriņš Liviu Dumitru Chita |
| Crono:   | Daniel Deca                                     |

|                                 |           |                            |
| Mancha 2'49'’ Valadares 19'10'’ | Marcatori | 9'49'’ Rakić 11'47'’ Tomić |

| Arbitri: | Ondřej Černý Jan Kresta Petar Radojcic |
| Crono:   | Mile Vujadinovic                       |

|                                    |           |                                                               |
| Pršić 17'13'’ (rig.) Rakić 22'27'’ | Marcatori | 5'30'’ Arnautović 18'22'’ Jelić 20'48'’, 33'49'’ S. Ivanković |

| Arbitri: | Christian Gundler Jacob Pawlowski Marjan Mladenovski |
| Crono:   | Dejan Dimitrijevik                                   |

|                                 |           |                                      |
| Dandan 12'40'’ Rangotov 37'14'’ | Marcatori | 13'12'’ (aut.) Micevski 31'36'’ Ique |

| Arbitri: | Denys Kutsyi Sviatoslav Kliuchnyk Vlad Nicolae Ciobanu |
| Crono:   | Bogdan Valentin Hanceariuc                             |

|                                   |           |                                                 |
| Ferreira 24'19'’ C. Matei 35'32'’ | Marcatori | 8'17'’, 16'33'’ Radmilović 38'39'’ S. Ivanković |

| Arbitri: | Maksim Dzeikala Anatoli Ustyuzhanin Oliver Oliver Nikolić |
| Crono:   | Branislav Pešić                                           |

|              |           |                  |
| Pršić 3'30'’ | Marcatori | 9'47'’ Krstevski |

| Arbitri: | Murat Colak Ugur Cakmak Done Ristovski |
| Crono:   | Dejan Dimitrijevik                     |

|                |           | |
| Ismaili 9'15'’ | Marcatori | 9'31'’ (rig.) Pršić 12'34'’ (aut.) Petrović 14'10'’ Petrov 15'01'’ Lazarević 29'31'’ Tomić 35'24'’ Rakić |

| Arbitri: | Dejan Veselic Arman Alaberkyan Igor Puzović |
| Crono:   | Alem Bajrovic                               |

|                                                                                  |           |  |
| S. Ivanković 17'08'’ Kahvedžić 20'42'’, 36'33'’ Radmilović 24'34'’ Jelić 39'22'’ | Marcatori |  |

| Arbitri: | Viktor Bugenko Jagnar Jakobson Josip Barton |
| Crono:   | Dejan Dimitrijevik                          |

|                                  |           |                                              |
| Rangotov 22'12'’ Ramadan 38'42'’ | Marcatori | 12'29'’ J. Sesar 35'10'’ Hrkač 39'48'’ Jelić |

| Arbitri: | Angelo Galante Nicola Manzione Nikola Rabrenović |
| Crono:   | Blagoje Mijailovic                               |

|                                                       |           |                                                    |
| Rakić 8'47'’ Lazarević 14'07'’, 23'34'’ Tomić 32'07'’ | Marcatori | 1'27'’, 36'46'’ Szőcs 10'57'’ Mancha 38'48'’ Cires |

| Arbitri: | Adrian Tschopp Valentin Ciuplea Alem Bajrovic |
| Crono:   | Farik Keco                                    |

|                  |           |                                      |
| M. Sesar 11'34'’ | Marcatori | 12'07'’ Rakić 13'52'’, 13'55'’ Pršić |

| Arbitri: | Antonios Adamopoulos Panagiotis Ntalas Bogdan Valentin Hanceariuc |
| Crono:   | Vlad Nicolae Ciobanu                                              |

| |           |                  |
| Arsovski 0'34'’ (aut.) Valadares 4'17'’, 14'42'’, 32'55'’ Mancha 5'48'’, 23'20'’ Ferreira 8'39'’ Szőcs 13'39'’ Ique 21'43'’ | Marcatori | 24'07'’ Petrović |

### Girone 5
| Squadra     | P.ti | G | V | N | P | GF | GS | DR  |
| ----------- | ---- | - | - | - | - | -- | -- | --- |
| Kazakistan  | 18   | 6 | 6 | 0 | 0 | 30 | 5  | +25 |
| Bielorussia | 9    | 6 | 3 | 0 | 3 | 26 | 15 | +11 |
| Ungheria    | 6    | 6 | 2 | 0 | 4 | 12 | 25 | -13 |
| Israele     | 3    | 6 | 1 | 0 | 5 | 9  | 32 | -23 |

| Arbitri: | Petar Radojcic Dejan Veselic Idan Berenshtein |
| Crono:   | Dekel Zino                                    |

|  |           |                                                |
|  | Marcatori | 1'45'’ Rabyko 25'49'’ Evdokimov 33'45'’ Selyuk |

| Arbitri: | Kamil Çetin Ozan Soykan Turekhan Tursumbayev |
| Crono:   | Aidyn Tassybayev                             |

|                                                                            |           |  |
| Knaub 6'14'’, 12'25'’ Nurǵojın 9'12'’ Akbalikov 13'48'’ Tūrsağūlov 21'06'’ | Marcatori |  |

| Arbitri: | Lukáš Peško Rastislav Behancin Norbert Szilágyi |
| Crono:   | Péter Zimonyi                                   |

|                         |           |                     |
| Rábl 4'23'’ Pál 29'39'’ | Marcatori | 26'52'’ Silivonchik |

| Arbitri: | Iurii Neverov Tatiana Boltneva Turekhan Tursumbayev |
| Crono:   | Valeriy Salimov                                     |

|                                                                                 |           |                               |
| Esenamanov 2'28'’, 21'43'’ Orazov 8'51'’ Léo Jaraguá 14'16'’ Tūrsağūlov 28'11'’ | Marcatori | 26'08'’ Krikun 29'31'’ Rabyko |

| Arbitri: | Nicola Manzione Chiara Perona Gábor Kovács |
| Crono:   | Norbert Szilágyi                           |

|                                        |           | |
| Nagy 19'38'’ Rutai 33'08'’ Vas 36'21'’ | Marcatori | 1'41'’ Lavie 13'24'’ Goldstein 30'12'’, 36'06'’ O. Itzhak Halevy 31'47'’, 32'34'’ Diedunov 37'34'’ T. Shkolnik |

| Arbitri: | Vladimir Kadykov Ivan Shabanov Volha Pauliuts |
| Crono:   | Mikhail Prokhorov                             |

|                   |           | |
| Matveenko 23'35'’ | Marcatori | 6'41'’ Nurǵojın 16'24'’, 36'39'’ Tūrsağūlov 22'16'’ Taynan 28'16'’ Douglas Júnior 32'51'’ Léo Jaraguá |

| Arbitri: | Josip Dujmic Petek Jernej Raafat Al Hamola |
| Crono:   | Or Lugasi                                  |

|                      |           |                                                                 |
| Dávid 23'39'’ (aut.) | Marcatori | 11'35'’ Tatai 17'05'’ Dróth 24'38'’ S. Horváth 36'06'’ Komáromi |

| Arbitri: | Ingus Puriņš Eduards Fatkulins Maksim Dzeikala |
| Crono:   | Yauheni Zhalabkou                              |

| |           |  |
| Selyuk 6'32'’, 9'25'’, 14'36'’ Krikun 8'12'’, 22'33'’ Zhigalko 12'28'’, 39'44'’ Cherneyko 13'43'’ Los 20'36'’, 37'15'’ Rogovik 21'48'’ Evdokimov 25'44'’ Gorbenko 32'43'’ Lazyuk 35'49'’ | Marcatori |  |

| Arbitri: | Vlad Nicolae Ciobanu Daniel Deca Norbert Szilágyi |
| Crono:   | Gábor Kovács                                      |

|               |           | |
| Dróth 24'45'’ | Marcatori | 4'47'’ Esenamanov 8'05'’ Valiullin 9'49'’ Taynan 14'25'’ (aut.) Nagy 22'55'’ Douglas Júnior 32'32'’ Akbalikov |

| Arbitri: | Kamil Çetin Ugur Cakmak Aslan Galayev |
| Crono:   | Turekhan Tursumbayev                  |

|                     |           |                                                                  |
| T. Shkolnik 37'03'’ | Marcatori | 16'10'’, 23'30'’ Taynan 18'39'’ (aut.) Baruchyan 19'58'’ Tokayev |

| Arbitri: | Manuel Wolf Daniel Stauber Talgat Kosmukhambetov |
| Crono:   | Turekhan Tursumbayev                             |

|                                                          |           |  |
| Taynan 1'06'’, 24'17'’ Baltabayev 4'17'’ Tokayev 21'25'’ | Marcatori |  |

| Arbitri: | Ondřej Černý Stefan Vrijens Mikhail Prokhorov |
| Crono:   | Yauheni Zhalabkou                             |

|                                                                             |           |                                 |
| Zhigalko 7'06'’ Matveenko 11'51'’ Los 34'03'’ Selyuk 37'37'’ Krikun 39'45'’ | Marcatori | 7'16'’ Dróth 18'37'’ (rig.) Pál |

### Girone 6
| Squadra  | P.ti | G | V | N | P | GF | GS | DR  |
| -------- | ---- | - | - | - | - | -- | -- | --- |
| Spagna   | 18   | 6 | 6 | 0 | 0 | 46 | 3  | +43 |
| Slovenia | 12   | 6 | 4 | 0 | 2 | 31 | 10 | +21 |
| Lettonia | 6    | 6 | 2 | 0 | 4 | 12 | 28 | -16 |
| Svizzera | 0    | 6 | 0 | 0 | 6 | 5  | 53 | -48 |

| Arbitri: | Volha Pauliuts Daniel Matkovic David Urdanoz Apezteguia |
| Crono:   | Javier Moreno Reina                                     |

|                                                                                              |           |  |
| Lozano 2'47'’, 32'26'’ Chino 6'11'’ R. Gómez 13'00'’, 34'12'’ Solano 27'09'’ Herrero 35'07'’ | Marcatori |  |

| Arbitri: | Marc Birkett Peter Nurse Petek Jernej |
| Crono:   | Azra Ahmetovic                        |

| |           |                       |
| Čujec 1'39'’, 12'37'’ Spiegel 5'27'’ (aut.) Sangines 10'25'’ (aut.) Osredkar 13'33'’, 29'56'’ Fetić 22'49'’, 29'04'’, 34'27'’ Duščak 27'27'’, 35'30'’ Hozjan 39'54'’ | Marcatori | 36'17'’ Marcoyannakis |

| Arbitri: | Yaroslav Vovchok Yevhen Hordiienko Eduards Fatkulins |
| Crono:   | Eduards Borisevics                                   |

|  |           |              |
|  | Marcatori | 9'09'’ Čujec |

| Arbitri: | Cédric Pelissier Victor Berg-Audic Alejandro Martinez Flores |
| Crono:   | Javier Moreno Reina                                          |

|                                       |           |              |
| Pérez 18'40'’ Campos 31'16'’, 39'16'’ | Marcatori | 8'52'’ Čujec |

| Arbitri: | Radim Cep Filip Nesnera David Schaerli |
| Crono:   | Adrian Tschopp                         |

|                                     |           |                                                                  |
| Marcoyannakis 13'47'’ Gössi 36'59'’ | Marcatori | 5'07'’ Mik. Babris 28'28'’, 32'17'’ Matjušenko 38'51'’ Baklanovs |

| Arbitri: | Nikola Jelić Vedran Babic Dejan Veselic |
| Crono:   | Azra Ahmetovic                          |

|                |           |                        |
| Hozjan 17'42'’ | Marcatori | 23'58'’, 37'14'’ Chino |

| Arbitri: | Petar Radojcic Nikola Rabrenović Jurijs Ivušins |
| Crono:   | Kiazo Leladze                                   |

|                    |           | |
| Matjušenko 17'59'’ | Marcatori | 0'49'’, 0'56'’, 12'12'’ C. Morales 1'38'’ Ortiz 13'50'’ B. Díaz 14'59'’, 17'00'’ Bebe 19'52'’ R. Gómez 25'34'’ Solano 30'41'’ Campos 36'45'’ (aut.) Mik. Babris 38'33'’ Pola |

| Arbitri: | Julien Lang Aurélien Uzan Daniel Matkovic |
| Crono:   | Darko Boskovic                            |

|                 |           | |
| Barreira 0'57'’ | Marcatori | 0'15'’ Fetić 5'48'’ Osredkar 5'59'’ Čujec 9'58'’, 14'53'’, 22'05'’ Hozjan 15'23'’, 25'33'’ Totošković 22'52'’, 30'35'’ Gajser 23'52'’ Koren |

| Arbitri: | Ibrahim El Jilali Lars Van Leeuwen Jurijs Ivušins |
| Crono:   | Kiazo Leladze                                     |

|                                                   |           |               |
| Seņs 25'27'’, 36'49'’ Matjušenko 28'23'’, 39'32'’ | Marcatori | 32'38'’ Gössi |

| Arbitri: | Volha Pauliuts Fatma Özlem Tursun Javier Moreno Reina |
| Crono:   | David Urdánoz Apezteguía                              |

|  |           | |
|  | Marcatori | 1'15'’, 31'28'’ Mellado 10'22'’ S. González 13'45'’, 35'40'’ Pérez 18'05'’ R. Gómez 28'56'’, 39'39'’ Aguilera |

| Arbitri: | Besar Beqiri Besart Ismajli Jernej Petek |
| Crono:   | Azra Ahmetovic                           |

|                                                                                     |           |                                              |
| Čujec 1'41'’, 21'19'’ Mik. Babris 1'56'’ (aut.) Totošković 17'03'’ Fideršek 19'36'’ | Marcatori | 0'33'’, 4'20'’ Matjušenko 30'21'’ J. Pastars |

| Arbitri: | Vladimir Kadykov Irina Velikanova David Urdánoz Apezteguía |
| Crono:   | Javier Moreno Reina                                        |

| |           |  |
| Mellado 1'16'’, 24'27'’ Campos 2'43'’, 22'37'’ Aguilera 8'57'’ Solano 14'09'’, 37'48'’ Chino 14'55'’ A. Martínez 17'54'’, 26'09'’ A. García 19'04'’ Reinert 32'40'’ (aut.) Bebe 33'42'’ R. Gómez 35'39'’ | Marcatori |  |

### Girone 7
| Squadra    | P.ti | G | V | N | P | GF | GS | DR  |
| ---------- | ---- | - | - | - | - | -- | -- | --- |
| Italia     | 15   | 6 | 5 | 0 | 1 | 24 | 12 | +12 |
| Finlandia  | 10   | 6 | 3 | 1 | 2 | 20 | 18 | +2  |
| Belgio     | 7    | 6 | 2 | 1 | 3 | 20 | 20 | 0   |
| Montenegro | 3    | 6 | 1 | 0 | 5 | 8  | 22 | -14 |

| Arbitri: | Adrian Tschopp George Jansizian Drazen Vukcevic |
| Crono:   | Vukic Femic                                     |

|  |           |                                            |
|  | Marcatori | 7'37'’ Gaio 9'28'’ Vieira 35'23'’ Musumeci |

| Arbitri: | Yiangos Yiangou Georgios Kozakos Gerd Bylois |
| Crono:   | Thomas Zambuto                               |

|                                    |           |                                                |
| Leo 18'13'’ Rahou 21'04'’, 27'33'’ | Marcatori | 21'46'’ Intala 28'17'’ M. Kytölä 33'56'’ Junno |

| Arbitri: | Eduardo Fernandes Coelho Miguel Castilho Nicola Manzione |
| Crono:   | Riccardo Davì                                            |

| |           |                                                                 |
| Nicolodi 3'19'’, 19'07'’ Murilo 10'15'’ Musumeci 23'56'’ Marcelinho 26'21'’ Gaio 28'14'’ Farias 37'50'’ | Marcatori | 4'00'’ Jyrkiäinen 18'17'’ Junno 24'37'’ Grönholm 24'58'’ Kunnas |

| Arbitri: | Daniel Matkovic David Schaerli Kris Feytons |
| Crono:   | Thomas Beluffi                              |

|                                                                                       |           |                                    |
| Rahou 1'36'’ Ah. Sababti 5'54'’ Leo 23'08'’ Dillien 27'08'’, 29'00'’ Ettalaki 38'02'’ | Marcatori | 19'31'’ Ćorović 32'10'’ Il. Mugoša |

| Arbitri: | Michael Christofides Yiangos Yiangou Drazen Vukcevic |
| Crono:   | Vukic Femic                                          |

|                                                       |           |                                                  |
| Il. Mugoša 4'42'’, 21'23'’ Vidaković 24'02'’, 32'49'’ | Marcatori | 12'36'’ Adnane 24'51'’ Dillien 39'42'’ Ghislandi |

| Arbitri: | Marc Birkett Gordon McCabe Arttu Kyynaeraeinen |
| Crono:   | Janne Määttänen                                |

|                               |           |                                                                  |
| Junno 28'15'’ Lintula 38'38'’ | Marcatori | 3'05'’ Nicolodi 13'05'’ Vieira 35'35'’ De Matos 37'29'’ Miarelli |

| Arbitri: | Josip Barton Marjan Mladenovski Arttu Kyynaeraeinen |
| Crono:   | Janne Määttänen                                     |

| |           |                            |
| Jyrkiäinen 1'31'’ Junno 9'07'’, 13'05'’ Iv. Mugoša 26'33'’ (aut.) Pikkarainen 30'11'’ Alasuutari 33'04'’ | Marcatori | 17'21'’ (aut.) Pikkarainen |

| Arbitri: | Martin Matula Peter Budac Giulio Colombin |
| Crono:   | Chiara Perona                             |

|                                                           |           |                 |
| Merlim 19'11'’ Vieira 27'23'’, 29'00'’ Tonidandel 36'58'’ | Marcatori | 10'02'’ Dillien |

| Arbitri: | Aurélien Uzan Michael Lima De Sousa Jiri Bergs |
| Crono:   | Stef Stas                                      |

|                                                                |           |                                                                    |
| Diniz 2'05'’ Ghislandi 4'10'’ Rahou 9'45'’ Leo 28'39'’, 30'44’ | Marcatori | 5'58'’, 36'06'’ Musumeci 19'42'’ (aut.) Ah. Sababti 32'11'’ Farias |

| Arbitri: | Eduardo Fernandes Coelho Ruben António Cardoso Santos Drazen Vukcevic |
| Crono:   | Vukic Femic                                                           |

|                       |           |                             |
| Ćorović 9'05'’ (rig.) | Marcatori | 10'49'’, 39'39'’ Jyrkiäinen |

| Arbitri: | Marc Birkett Peter Nurse Paavo Komppa |
| Crono:   | Janne Määttänen                       |

|                                                |           |                              |
| Jyrkiäinen 23'12'’ Vanha 35'43'’ Autio 36'47'’ | Marcatori | 35'24'’ Adnane 37'26'’ Diniz |

| Arbitri: | David Glavonjic George Jansizian Gianluca Gentile |
| Crono:   | Michele Bensi                                     |

|                               |           |  |
| Gaio 2'38'’ Fantecele 36'35'’ | Marcatori |  |

### Girone 8
| Squadra    | P.ti | G | V | N | P | GF | GS | DR  |
| ---------- | ---- | - | - | - | - | -- | -- | --- |
| Portogallo | 14   | 6 | 4 | 2 | 0 | 24 | 7  | +17 |
| Polonia    | 11   | 6 | 3 | 2 | 1 | 20 | 14 | +6  |
| Rep. Ceca  | 8    | 6 | 2 | 2 | 2 | 22 | 19 | +3  |
| Norvegia   | 0    | 6 | 0 | 0 | 6 | 2  | 28 | -26 |

| Brno 29 gennaio 2021, ore 15:00 | Rep. Ceca | 5 – 0 (tav.) referto | Norvegia | Městská sportovní hala Vodova |

| Arbitri: | Angelo Galante Nicola Manzione Ruben António Cardoso Santos |
| Crono:   | Cristiano José Cardoso Santos                               |

|                            |           |                                         |
| Cary 34'47'’ Brito 35'22'’ | Marcatori | 17'51'’ Szczypczyński 33'54'’ Zastawnik |

| Brno 1º febbraio 2021, ore 17:00 | Norvegia | 0 – 5 (tav.) referto | Rep. Ceca | Městská sportovní hala Vodova |

| Arbitri: | David Urdánoz Apezteguía Juan José Cordero Gallardo Slawomir Steczko |
| Crono:   | Dominik Cipinski                                                     |

|  |           |                                                    |
|  | Marcatori | 14'55'’, 37'01'’ (t.l.) Cardinal 19'29'’ A. Coelho |

| Arbitri: | Ingo Heemsoth Jacob Pawlowski Tomasz Frak |
| Crono:   | Marcin Muszynski                          |

|  |           |                                          |
|  | Marcatori | 10'47'’ Grubalski 23'47'’, 28'02'’ Marek |

| Arbitri: | Ibrahim El Jilali Jacob Willem Machiel Van Dijke Slawomir Steczko |
| Crono:   | Marcin Muszynski                                                  |

|                                                       |           |                                                          |
| Miguel Ângelo 4'32'’ Varela 7'25'’ F. Cecílio 27'38'’ | Marcatori | 3'21'’ Seidler 7'02'’ Slováček 31'27'’ (aut.) Vítor Hugo |

| Arbitri: | Besar Beqiri Besart Ismajli Tomasz Frak |
| Crono:   | Marcin Muszynski                        |

|                                                            |           |                     |
| Elsner 3'04'’ Marek 13'43'’ Hoły 23'18'’ Grubalski 36'03'’ | Marcatori | 39'20'’ Røttingsnes |

| Arbitri: | David Grøndal Nissen Martin Køster Tomasz Frak |
| Crono:   | Marcin Muszynski                               |

|                         |           |                                                                         |
| Koudelka 19'41'’ (rig.) | Marcatori | 1'05'’ Varela 8'42'’ Jesus 11'48'’ A. Coelho 21'00'’, 31'08'’ B. Coelho |

| Arbitri: | Juan José Cordero Gallardo Alejandro Martinez Flores Ondřej Černý |
| Crono:   | Filip Nesnera                                                     |

|                                             |           |                                                   |
| Seidler 9'15'’ Vnuk 14'46'’ Rešetár 25'46'’ | Marcatori | 4'58'’ Kriezel 6'56'’ Grubalski 22'52'’ Zastawnik |

| Arbitri: | Norbert Szilágyi Péter Zimonyi Ruben António Cardoso Santos |
| Crono:   | Wilson Castanheira Soares                                   |

|              |           |                                                                                                |
| Høvik 8'54'’ | Marcatori | 8'18'’ Galvão 10'17'’, 24'29’ Jesus 12'01'’ B. Coelho 15'43'’, 18'18'’ Brito 23'45'’ A. Coelho |

| Arbitri: | Admir Zahovič Aleš Mocnik Peric Damian Grabowski |
| Crono:   | Jakub Orlinski                                   |

| |           |                                                                                   |
| Elsner 4'59'’ D. Drozd 9'26'’ (aut.) Marek 11'23'’ Leszczak 25'15'’, 25'47'’, 36'22'’ (rig.), 39'54'’ Lutecki 37'13'’ | Marcatori | 2'33'’ Janovský 12'17'’ D. Drozd 17'27'’ Koudelka 24'57'’ Seidler 37'24'’ Rešetár |

| Arbitri: | Nebojsa Panic Nikola Rabrenović Cristiano José Cardoso Santos |
| Crono:   | Ruben António Cardoso Santos                                  |

|                                                          |           |  |
| Matos 0'56'’ F. Cecílio 8'57'’, 14'25'’ Ferreira 22'45'’ | Marcatori |  |

## Confronto tra le seconde classificate
| Girone   | Squadra     | Pt | G | V | N | P | GF | GS | DR  |
| -------- | ----------- | -- | - | - | - | - | -- | -- | --- |
| Girone 6 | Slovenia    | 12 | 6 | 4 | 0 | 2 | 31 | 10 | +21 |
| Girone 1 | Ucraina     | 12 | 6 | 4 | 0 | 2 | 33 | 17 | +16 |
| Girone 3 | Slovacchia  | 11 | 6 | 3 | 2 | 1 | 21 | 9  | +12 |
| Girone 8 | Polonia     | 11 | 6 | 3 | 2 | 1 | 20 | 14 | +6  |
| Girone 7 | Finlandia   | 10 | 6 | 3 | 1 | 2 | 20 | 18 | +2  |
| Girone 2 | Georgia     | 10 | 6 | 3 | 1 | 2 | 15 | 15 | 0   |
| Girone 5 | Bielorussia | 9  | 6 | 3 | 0 | 3 | 26 | 15 | +11 |
| Girone 4 | Serbia      | 9  | 6 | 2 | 3 | 1 | 18 | 13 | +5  |

Legenda:
      Fase finale
      Spareggi
Regole per gli ex aequo: 1) punti; 2) differenza reti; 3) reti segnate; 4) reti segnate in trasferta; 5) vittorie; 6) vittorie in trasferta; 7) punti disciplinari; 8) ranking UEFA